# کاستلسراس
کاستلسراس (به اسپانیایی: Castelserás) یک شهرستان در اسپانیا است که در استان تروئل واقع شده‌است.

## خصوصیات
کاستلسراس ۳۱ کیلومترمربع مساحت و ۸۱۸ نفر جمعیت دارد.